# 张肖 (1936年)
张肖（1936年9月—），汉族，陕西蒲城人，中华人民共和国政治人物。

## 生平
1951年2月至1954年8月，在西北军区航空处干部训练大队学习，任西北军区航空处秘书科秘书，西北军区空军司令部办公室秘书。1954年8月至1958年8月，在中国人民大学财政信用系信贷专业学习。1958年8月至1960年3月，任中国人民银行天津市分行科员。1960年3月至1982年6月，任中国人民银行工商信贷局科员、副处长、处长。1980年7月，加入中国共产党。1982年6月至1983年12月，任中国人民银行工商信贷部副主任、主任。1983年12月至1985年7月，任中国工商银行副行长、党组成员。1985年7月至1997年2月，任中国工商银行行长、党组书记。1997年2月至2001年11月，任中国国际信托投资公司副董事长、党组成员。1998年3月，第九届全国人大第一次会议上，他当选为全国人民代表大会常务委员会委员。2003年3月，当选为第十届全国人大常委会委员、全国人大财政经济委员会委员。中共第十四届中央候补委员。